# 片倉村休
片倉 村休（かたくら むらやす、天和3年（1683年） - 享保5年7月15日（1720年8月18日））は、江戸時代中期の伊達家重臣。白石片倉家第5代当主。
父は片倉村長。母は松前広国の娘。養子は片倉村信、片倉村定（叔父（村長の弟））。初名は片倉景明（かげあき）。通称は三之助、小十郎。

## 略歴
天和3年（1683年）、白石片倉家第4代当主片倉村長の長男として生まれる。元禄4年（1691年）、村長の死去により、わずか8歳で家督相続し白石領主となる。幼年の当主ゆえに、藩より片倉家の家政監督のため、白石在所目付として3代片倉景長の実弟である松前為広が派遣された。元禄5年（1692年）、藩主伊達綱村が白石城を訪れた際に、拝謁し短刀を賜る。元禄16年（1703年）、祖父景長二十三回忌の際に、藩主世子伊達吉村より和歌を一軸賜る。同年、吉村の藩主襲封の御礼言上の際に、江戸城で将軍徳川綱吉に拝謁する。正徳4年（1714年）、藩主吉村の偏諱を受け、村休と改名する。享保3年（1718年）、領内に刈田嶺神社（白鳥大明神）の社殿を造営する。享保5年（1720年）7月15日死去。享年37。墓所は宮城県白石市の片倉家廟所。
継嗣を残さず没したため、藩主吉村の命で一門伊達村興の子の村信が家督を相続したが、享保16年（1731年）に実家へ戻り実父村興の嗣子となったため、叔父（父・村長の弟）である村定が養子先の遠藤家から帰家して家督を相続した。